# Marga (okręg Caraș-Severin)
Marga – wieś w Rumunii, w okręgu Caraș-Severin, w gminie Marga. W 2011 roku liczyła 1072 mieszkańców. 